# فرودگاه بین‌المللی سروو مورنو
فرودگاه بین‌المللی سروو مورنو (به انگلیسی: Cerro Moreno International Airport) یک فرودگاه همگانی با کد یاتا ANF است که یک باند فرود آسفالت دارد و طول باند آن ۲۵۹۹ متر است. این فرودگاه در کشور شیلی قرار دارد و در ارتفاع ۱۳۹ متری از سطح دریا واقع شده‌است.